# إيجيرت ماغنوسون
إيجيرت ماغنوسون هو لاعب كرة قدم آيسلندي، ولد في 20 فبراير 1947.